# 上関町立祝島小学校
上関町立祝島小学校（かみのせきちょうりつ いわいしましょうがっこう）は、山口県熊毛郡上関町大字祝島にある公立小学校。

## 概要
祝島にある小学校である。2003年に休校となったが、2005年に再開した。2016年3月より再び休校したが、2021年4月再開した。

## 学校経営方針
2006年度（平成18年度）の経営方針は以下の通りであった

### 教育目標
個のよさや能力を伸ばし、心豊かで創造性に富んだ、たくましい実践力をもった児童を育成する。

### 目指す児童像
- みずから求めて学ぶ子《自立》
  - 自ら課題をもち、創意工夫し解決に努める。 自分の考えや思いをしっかり表現する。
- 心ゆたかで思いやる子《心情》
  - 豊かな感性や情操をもつ。感謝と思いやりの心をもつ。
- 助け合いがんばる子 《協力》
  - 生き生きと積極的に活動する。進んでみんなのために働く。

### 経営の方針
開校100年以上にわたって培われてきた伝統と教職員・児童の信頼と温かい人間関係を基調として、人間尊重の精神に徹するとともに、社会の変化に対応した先見性と創造性をもった特色ある学校経営に努める。

### 2006年度の努力点
- 確かな学力 - 「わかる喜びや解決の喜び」が味わえるように、『自ら学び考える授業』を展開する。
- 豊かな情操 - 「心豊かな人間性や社会性」「豊かな感性」を培うために、『地域に根ざした教育活動』を展開する。
- 強い意志と健康な体 - 「成し遂げた喜びや自ら鍛える体力」を培うために『ともに励み高め合う教育活動』を展開する。
- 主体性や創造性を育てる教育活動の工夫 - 「積極的な他校や地域社会とのかかわり」を図る。

### 学校チャレンジ目標
月に2文覚える。名詩、名文を、1か月に2作品暗唱する。

## 通学区域
- 祝島全域[4]

## 著名な出身者
- 曻地三郎 - 教育者、教育学者、センテナリアン。北海道釧路市生まれ。小学1年時の1913年（大正2年）度のみ在籍。